# Oric
Oric — семейство домашних компьютеров, производившихся в 1983—1986 годах британской фирмой Tangerine Computer Systems.
Глядя на успех Sinclair ZX Spectrum, в Tangerine решили выйти на рынок домашних компьютеров и сформировали Oric Products International Ltd с тем чтобы выпустить Oric-1 в 1983 году.

## Oric-1

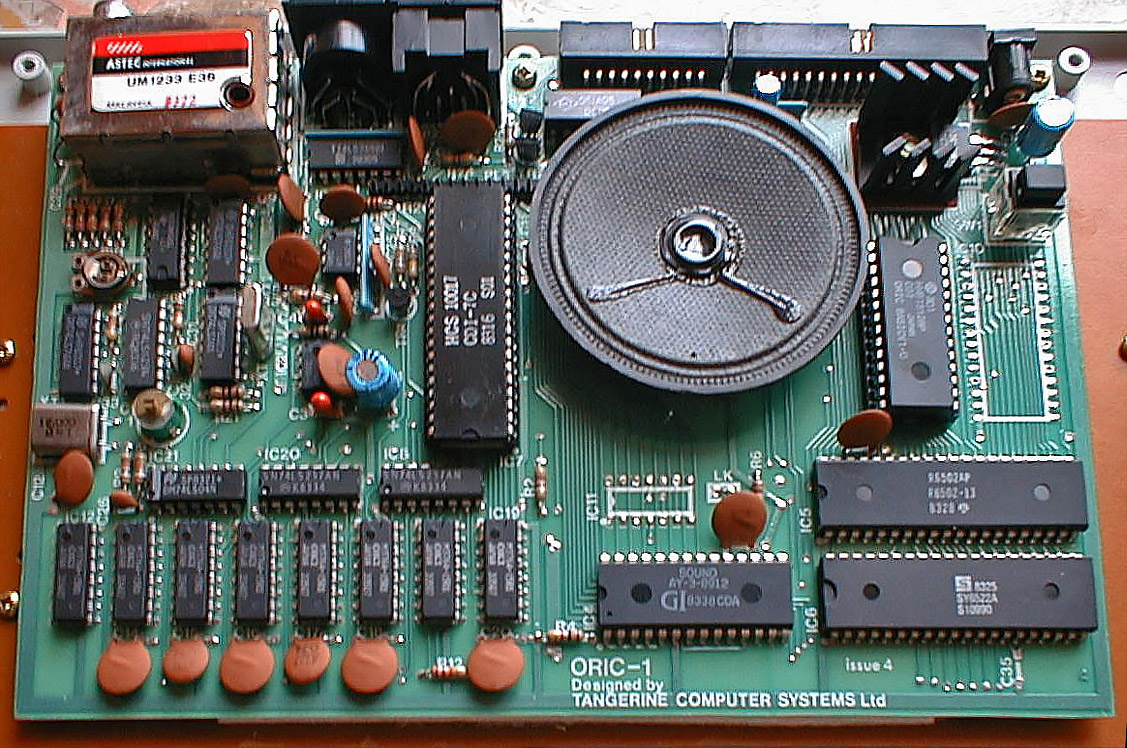
Плата Oric-1

В качестве базы при проектировании Oric был использован Tangerine Microtan 65 — персональный компьютер компании Tangerine, выпущенный в 1979 году.
Oric-1 работал на 6502A с частотой 1 МГц, и поставлялся с 16 либо 48 КБ ОЗУ, по цене в 129 и 169 фунтов соответственно — объём памяти соответствовал предложению Sinclair, а цена на модель 48K была на несколько фунтов меньше. 16 КБ ПЗУ содержали некоторое подобие операционной системы и интерпретатор языка BASIC.
Oric-1 разрабатывался как конкурент ZX Spectrum, предлагающий больше за меньшие деньги.
По сравнению с ZX Spectrum, Oric-1 отличался более удобной клавиатурой (в первых моделях Spectrum использовалась резиновая клавиатура). Кроме того, Oric располагал трёхканальным звуковым чипом GI 8912 и кастомным ASIC-чипом, обслуживающим память и предоставляющим два режима отображения информации — это текстовый режим 40×25 символов и графический режим разрешением 240×200 (плюс 3 текстовых строки), 8 цветов. Весил компьютер 848 грамм.
Клавиатура имела 57 клавиш, включая клавиши ESC, DEL, две клавиши SHIFT, RETURN (ENTER), 4 стрелки и один пробел.
Интерфейсы:
- параллельный порт Centronics, с нестандартным разъёмом
- 34-контактный порт расширения
- DIN-разъём для кассетного магнитофона
- выход звука
- выход на телевизор с ВЧ-модулятора
- RGB-видеовыход

В ПЗУ данного компьютера содержалось довольно много ошибок, в частности, были ошибки в коде загрузки с магнитофона: пользователь мог оказаться в ситуации когда он не может прочитать записанные данные.
Около 160 000 экземпляров Oric-1 было продано в Великобритании и ещё 50 000 во Франции. Хотя продажи и не достигли предполагаемых 350 000 экземпляров, они стали достаточными для того чтобы Oric International была куплена Edenspring, которая выделила 4 млн фунтов на развитие компании. В январе 1984 года производство Oric-1 было остановлено.

## Oric Atmos

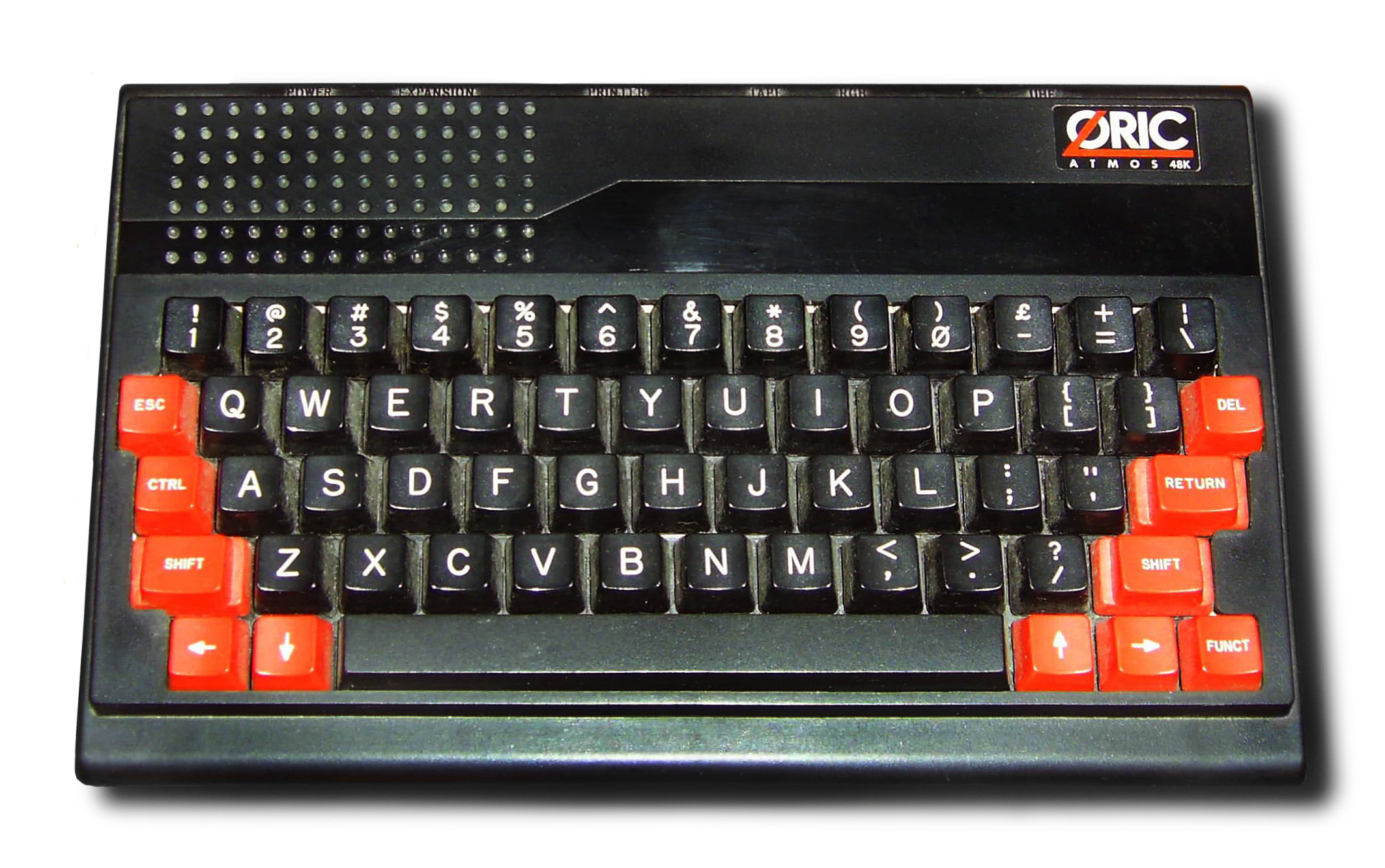
Oric Atmos

Деньги Edenspring позволили Oric International начать выпуск Oric Atmos в феврале 1984 года. Объём ОЗУ был увеличен до 48 КБ, был исправлен ряд ошибок в ПЗУ, но ошибки в коде загрузки с ленты сохранились. Клавиатура стала полноходовой, была добавлена клавиша FN (Function).
К звуковому чипу добавили генерацию белого шума и программно реализовали синтезатор речи.
Вскоре после выпуска Oric Atmos владельцам Oric-1 было предложено обновление, включающее дополнительное ПЗУ и возможность переключаться между режимами Oric-1 и Oric Atmos.
Также почти сразу после выпуска Oric Atmos были анонсированы модем, принтер и 3,5" дисковод, эти дополнения были выпущены в конце 1984 года.
В Югославии выпускались компьютеры Oric Nova — по-видимому, полные клоны Oric Atmos, произведённые по лицензии.
В Болгарии также выпускался Правец 8D — клон Oric Atmos в большем корпусе белого цвета, со встроенным блоком питания.

## Stratos и Telestrat

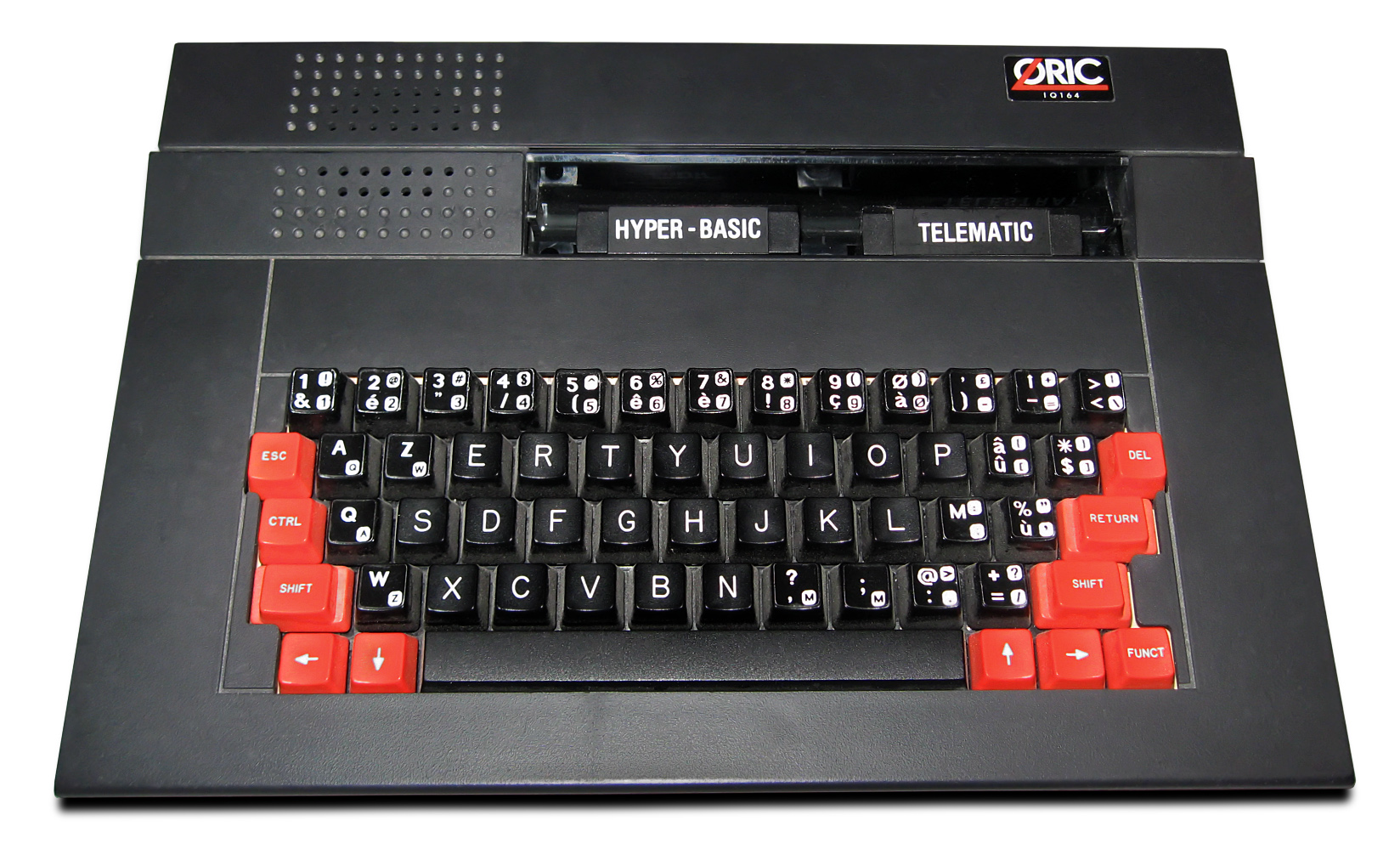
Oric Telestrat

В начале 1985 года Oric анонсировала выход нескольких новых машин, в том числе IBM-совместимых и MSX-совместимый компьютер. 1 февраля на компьютерном шоу во Франкфурте был продемонстрирован Oric Stratos / IQ164. Но уже 2 февраля Oric International была передана под внешнее управление от компании Tansoft, поэтому Stratos так и не был выпущен.
В конце 1986 года был выпущен Oric Telestrat.
В декабре 1987 года был анонсирован Telestrat 2, но Oric International перешла под внешнее управление во второй раз, и на этом история этой компании завершилась.